# جياكومو روسي
جياكومو روسي (بالإيطالية: Giacomo Rossi)‏ هو لاعب رماية إيطالي، (و. 1882  م).

## وصلات خارجية
- جياكومو روسي على موقع أوليمبيديا (الإنجليزية)